# Cal Rosset (Santa Maria de Palautordera)
Cal Rosset és una casa de Santa Maria de Palautordera (Vallès Oriental) protegida com a Bé Cultural d'Interès Local.

## Descripció
Casa entre mitgeres de coberta a doble vessant i de carener paral·lel a la façana, que estava arrebossada i pintada. Actualment es troba molt degradada. Consta de planta baixa i pis. Hi ha un portal d'accés d'obertura rectangular, molt senzill i damunt una finestra també senzilla, amb llinda i brancals de pedra, que van ser pintats en alguna de les reformes que s'hi van realitzar. Conserva algunes anelles utilitzades per al bestiar clavades a la façana.

## Història
La primera referència històrica de la Plaça de Santa Maria la tenim en la descripció feta per Mossèn Pinell d'una acta del dia 25 d'octubre del 1643 en què una processó anà a la casa del Benifet de Sant Projet, del qual n'era beneficiari Mossèn Vergés, i que estava situada a la Plaça d'Avall, entenent-se aquesta com la Plaça de Santa Maria.
Cal Rosset també era conegut com a Cal Pardo.